# Kenya aux Jeux paralympiques d'été de 2016
Le Kenya participe aux Jeux paralympiques de 2016 à Rio de Janeiro au Brésil. Il s'agit de sa 11e participation à des Jeux paralympiques d'été.

## Bilan général

### Bilan par sport
| Sport      | Médaille d'or, Jeux paralympiques | Médaille d'argent, Jeux paralympiques | Médaille de bronze, Jeux paralympiques | Total | Rang pays |
| ---------- | --------------------------------- | ------------------------------------- | -------------------------------------- | ----- | --------- |
| Athlétisme | 3                                 | 1                                     | 2                                      | 6     | 22e       |
| Total      | 3                                 | 1                                     | 2                                      | 6     | 35e       |

### Bilan par jour de compétition
| Jour         | Médaille d'or, Jeux paralympiques | Médaille d'argent, Jeux paralympiques | Médaille de bronze, Jeux paralympiques | Total |
| ------------ | --------------------------------- | ------------------------------------- | -------------------------------------- | ----- |
| 7 septembre  |                                   |                                       |                                        |       |
| 8 septembre  |                                   |                                       |                                        |       |
| 9 septembre  |                                   |                                       |                                        |       |
| 10 septembre |                                   |                                       |                                        |       |
| 11 septembre |                                   |                                       |                                        |       |
| 12 septembre |                                   |                                       |                                        |       |
| 13 septembre |                                   |                                       |                                        |       |
| 14 septembre |                                   |                                       |                                        |       |
| 15 septembre |                                   |                                       |                                        |       |
| 16 septembre |                                   |                                       |                                        |       |
| 17 septembre |                                   |                                       |                                        |       |
| 18 septembre |                                   |                                       |                                        |       |
| Total        | 3                                 | 1                                     | 2                                      | 6     |

### Bilan par sexe
| Sexe   | Médaille d'or, Jeux paralympiques | Médaille d'argent, Jeux paralympiques | Médaille de bronze, Jeux paralympiques | Total |
| ------ | --------------------------------- | ------------------------------------- | -------------------------------------- | ----- |
| Hommes | 3                                 | 0                                     | 2                                      | 5     |
| Femmes | 0                                 | 1                                     | 0                                      | 1     |
| Mixte  | 0                                 | 0                                     | 0                                      | 0     |
| Total  | 3                                 | 1                                     | 2                                      | 6     |

### Multi-médaillés
| Athlète       | Sport(s)   | Médaille d'or, Jeux paralympiques | Médaille d'argent, Jeux paralympiques | Médaille de bronze, Jeux paralympiques | Total |
| ------------- | ---------- | --------------------------------- | ------------------------------------- | -------------------------------------- | ----- |
| Samwel Kimani | Athlétisme | 2                                 | 0                                     | 0                                      | 2     |
| Henry Kirwa   | Athlétisme | 1                                 | 0                                     | 1                                      | 2     |

## Médaillés

### Médailles d’or
| Sport      | Discipline         | Athlète(s)    | Performance | Date |
| ---------- | ------------------ | ------------- | ----------- | ---- |
| Athlétisme | 1 500 m T11 hommes | Samwel Kimani |             |      |
| Athlétisme | 5 000 m T11 hommes | Samwel Kimani |             |      |
| Athlétisme | 5 000 m T13 hommes | Henry Kirwa   |             |      |

### Médailles d’argent
| Sport      | Discipline         | Athlète(s)  | Performance | Date |
| ---------- | ------------------ | ----------- | ----------- | ---- |
| Athlétisme | 1 500 m T11 femmes | Nancy Koech |             |      |

### Médailles de bronze
| Sport      | Discipline         | Athlète(s)  | Performance | Date |
| ---------- | ------------------ | ----------- | ----------- | ---- |
| Athlétisme | 1 500 m T13 hommes | Henry Kirwa |             |      |
| Athlétisme | 5 000 m T11 hommes | Wilson Bii  |             |      |